# Wojciech Tomasiewicz
Wojciech Tomasiewicz (ur. 18 czerwca 1969 w Ostródzie) – polski piłkarz występujący na pozycji bramkarza.
Jest wychowankiem klubu Sokół Ostróda, skąd w 1986 r. przeniósł się do Stomilu Olsztyn.
W 1988 r. przeszedł do Pogoni Szczecin, w której występował prawie 14 lat (z krótkimi przerwami na grę w amerykańskim Bostonie Faialance i Energetyku Gryfino). Następnie reprezentował barwy niemieckiego FSV Wacker 90 Nordhausen, Arkonii Szczecin (jako grający trener), KKS Koluszki oraz klubu Orzeł Parzęczew, w którym wiosną 2006 zakończył karierę.
Tomasiewicz przez prawie 14 lat pobytu w Pogoni był numerem 3 wśród bramkarzy, na boisku pojawiając się jedynie w przypadku kontuzji innych golkiperów. Świadczy o tym fakt, iż przez całą karierę rozegrał jedynie 30 spotkań w ekstraklasie (wszystkie w barwach Pogoni). Debiut zaliczył 8 maja 1993.
Wobec kontuzji Radosława Majdana i Siergieja Szypowskiego wystąpił w rewanżowym meczu I rundy eliminacyjnej Pucharu UEFA z Fylkir, 23 sierpnia 2001 (1-1). Wielu obserwatorów tego meczu obwinia go o sprokurowanie bramki w 90 min. meczu (przy stanie 1-0 dla Pogoni), która pozbawiła zespół awansu do dalszej fazy rozgrywek (2-1 dla Fylkiru w pierwszym spotkaniu). pogon.v.pl